# Schoeneck (Pennsylvanie)
Pour les articles homonymes, voir Schoeneck.
Schoeneck est une census-designated place dans le comté de Lancaster en Pennsylvanie aux États-Unis.

## Photographies

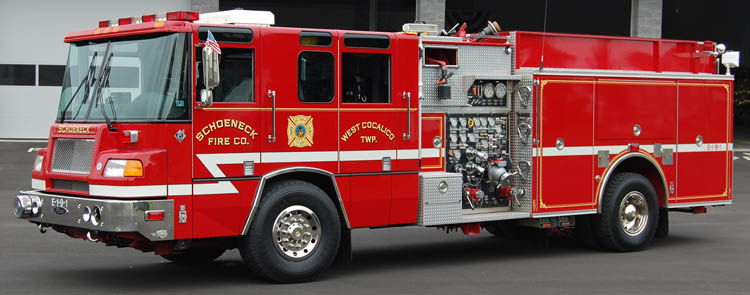
Camion de pompier de Schoeneck 1.
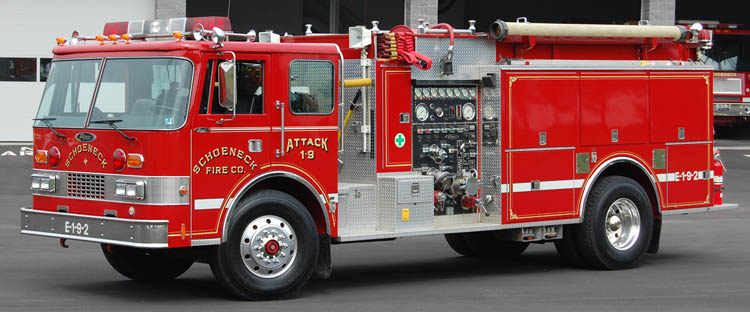
Camion de pompier de Schoeneck 2.